# Helga Wischer
Helga Wischer (* 13. Mai 1932 in Würzburg; † 19. Juni 2020 in Senftenberg) war eine deutsche Sportanglerin.
Helga Wischer beherrschte die internationale Sportangelszene von 1960 bis 1964, die nationale sogar von 1955 bis 1965. Sie wurde in dieser Zeit 32-mal Weltmeisterin (29-mal in Einzeldisziplinen), fünfmal Zweite und neunmal Dritte. Hinzu kommen fünf Erfolge bei Europameisterschaften und 82 Titel, sieben zweite und drei dritte Plätze bei DDR-Meisterschaften. Sie stellte 16 Weltrekorde und 9 Weltbestleistungen auf. Beim Grand Prix in Österreich triumphierte sie 18-mal. Ihr erfolgreichstes Jahr war 1961, als sie sieben Weltmeistertitel und zwei zweite Ränge bei den Weltmeisterschaften in Dresden errang. Dort stellte sie auch zwei Weltrekorde und eine Weltbestleistung auf. Bis sie von Jana Maisel übertroffen wurde, galt sie lange disziplinübergreifend als erfolgreichste Sportlerin bei internationalen Meisterschaften.
Helga Wischer war gelernte Fotografin und wollte 1954 eigentlich nur eine Raubfischgenehmigung zum Angelschein. Dafür musste man zu dieser Zeit 180 Punkte im Werfen mit der Sportangel nachweisen. Die Fischerprüfung gelang Wischer so gut, dass sie nicht nur ihren Schein bekam, sondern auch mit dem Turnierangeln begann. Schon ein Jahr später gehörte sie zur nationalen Spitze.
An der Dresdner Musikhochschule studierte Wischer zu dieser Zeit Musik und heiratete ihren Trainer Horst E. Rudolph. Sie erhielt 1957 das Diplom als Koloratursopranistin. Ihr Wunsch war, Opernsängerin zu werden, doch ein Vorsingen in Rostock wurde vom Anglerverband der DDR sabotiert, der seine Topathletin nicht verlieren wollte. Die Karriere als Sängerin war damit gescheitert und sie arbeitete zunächst bis 1969 als Trainerin. In dieser Funktion führte sie ihren 17-jährigen Schützling Karl-Heinz Fleischmann zum Weltmeistertitel. Anschließend absolvierte sie ein Studium an der Deutschen Hochschule für Körperkultur in Leipzig und studierte danach Anglistik und Amerikanistik in Potsdam. Seit 1978 arbeitete sie als Sport- und Englischlehrerin, zunächst an einer Schule im Dresdner Stadtteil Gorbitz, später in Anklam.
Im Jahr 1961 erhielt sie den Vaterländischen Verdienstorden in Bronze.